# 보성 봉강리 정씨고택
보성 봉강리 정씨고택은 대한민국 전라남도 보성군 회천면 봉강리에 있는 조선시대의 건축물이다. 2005년 12월 27일 전라남도의 문화재자료 제261호로 지정되었다.

## 고택의 전체구조
본 가옥은 조선시대 양반가옥으로 안채를 비롯하여 사랑채, 사당, 문간채, 곳간채 등을 갖춘 전형적인 대농가옥이다. 특히 대지가 넓고, 전체적으로 건물들의 간살이가 넓으며, 평면이 일자형이고, 안채와 사랑채 등의 부속채가 담장으로 확실히 분리되었으며, 기능별로 뚜렷이 구분되어 남부지방 전통가옥의 특성을 두루 갖추고 있는 귀한 유구이다. 가구의 형식은 2고주 5량 구조로 도리는 잘다듬은 8각형 목재를 사용하여 의장적인 아름다움을 추구하였다.

## 집터의 형세
보성 봉강리는 영광정씨 세거지로 조선시대 후기에 입향하였고, 현 가옥 터자리는 15대째 거주해 오고 있으며 집터의 형국은 풍수지리의 대가인 도선국사가 지은 결지(訣誌)에 장흥읍을 중심으로 하여 동쪽 약 40리 지점에 「영구하해」라는 곳으로 되어 있으며 집터가 거북이 머리에 해당하는 곳에 위치하고 있는 길지라고 기록되어 있다.
실질적으로 정손일의 현손 정도삼의 호가 구정(龜亭)이다.
뒤로는 전국최대의 철쭉 군락지인 일림산이 병풍처럼 펼쳐져 있으며 앞으로는 보성 득량만이 한눈에 들어오는 곳으로 누가 보아도 청룡이 굽이쳐 내려오고 그 가운데 점지한 대지는 명당으로서의 위용을 느낄수 있다.
고택은 집터가 넓어 안마당을 두었고 각 건물들이 각각 별도로 분산형으로 위치하고 있어 배열 원칙이 없어 보이지만 사실은 친자연적이고 대지에 순응한 배치기법이라 할 수 있다.
자연의 지세를 최대한 살리고 적극적으로 활용하였으며 도면상의 도식적인 배치원칙을 따르기 보다는 진입해서 방으로 들어가는 사람의 실제 움직임상의 선후관계를 고려한 기법이다.

## 가옥별 역사
안채는 지금부터 400여년 전에 정손일에 의해 초가로 건립되었으며 이후 정손일의 9대손인 정각수에 의하여 1890년대 초가를 헐고 그 위치에 기와로 새로 지어졌으며 민족주의 운동과 교육사업을 한 정해룡이 중건하였다.
안채는 후면으로 돌출시켜 전체적으로는 요자형의 평면을 하여 가옥의 배면에 둘러싸인 여성적인 공간, 즉 다소 은밀한 공간을 만들어 가사작업과 수장공간으로 이용하였다. 사랑채는 두곳이 있었으며 문간채인 바깥사랑과 현재의 사랑채가 그곳이다. 바깥사랑채는 ㄱ자형이었고 안사랑채는 일자형 이었으며 정도삼에 의거 건립되었다.
그후 정도삼의 7대손인 정해룡에 의해 중수 되었으며 이때 안사랑채 앞에 아름다운 정원이 건립된다.
특별한 것은 정원으로 뒷산의 계곡에서 끌어들인 물이 흘러와서 집안 개울에 머물다 넘쳐 정원 연못으로 연결되어 있으며 주변에는 사군자가 식재되어 있다. 이 나무들은 각각 수목이 갖는 상징을 내포하고 있어 조선시대 사대부들이 정원에 남다른 애정을 갖고 도가적인 삶을 살았던 공간임을 알 수 있다.
특히 주변을 돌로 쌓은 조그마한 연못이 한반도의 모습을 하고 있으니 당대 이 정원을 조성했던 집안의 각별한 나라사랑을 느낄수 있다.

## 참고 문헌
- 보성봉강리정씨고택 - 국가유산청 국가유산포털